# دوروثي كومستوك رايلي
دوروثي كومستوك رايلي (بالإنجليزية: Dorothy Comstock Riley)‏ هي قاضية ومحامية أمريكية، ولدت في 6 ديسمبر 1924، وتوفيت في 23 أكتوبر 2004.